# Yves Decaens
Yves Decaens, né le 2 juillet 1957 à Reims, est un journaliste français de presse écrite et de radio travaillant à la rédaction de France Inter depuis 1995. Il quitte son poste en juillet 2020

## Biographie

### Enfance
Yves Decaens est né à Reims en 1956, dans une famille nombreuse composée de 7 enfants dont Yves est le cadet, il a 5 sœurs et 1 frère.   

### Formation et débuts professionnels
Yves Decaens est titulaire d'un deug Administration économique et sociale (Paris XIII, 1977) et est diplômé de l’École supérieure de journalisme de Lille (53e promotion). Il est d’abord reporteur à Radio France Périgord dès 1982 puis rédacteur en chef à Radio France Creuse (1988-1990) et à Radio France Loire (1990-1995).
Il est en parallèle journaliste de presse écrite, traitant notamment de la politique, à Libération et au Journal du dimanche de 1990 à 1992, puis au Parisien de 1992 à 1996, au Monde puis à L’Express de 1996 à 1998.

### France Inter
Yves Decaens rejoint la rédaction de France Inter en 1995 et travaille dans l'équipe de la matinale pendant dix ans. Il présente d'abord le journal de 7 h 30 ainsi que ceux de 6 h et 9 h, puis la revue de presse à partir de 2001 et jusqu’en 2005 en remplacement de Pascale Clark.
En 2005-2006, il présente le 13/14, à mi-chemin entre le journal et le magazine.
En septembre 2006, il rejoint Isabelle Giordano pour coprésenter le magazine Service Public chaque matin de 9 h 30 à 10 h 30, dont il est rédacteur en chef avec Christian Bauby.
De septembre 2007 à août 2008, Yves Decaens est chef des informations de la rédaction de France Inter.
À partir de septembre 2008 et jusqu'en juin 2011, il est rédacteur en chef des matinales du week-end et présente également les éditions de 8 h et de 10 h. En parallèle, il propose durant la saison 2010-2011 la chronique hebdomadaire Le journal de la semaine dans le 7/9 du week-end de Patricia Martin et Fabrice Drouelle.
À compter de septembre 2011, il est notamment remplaçant d'Éric Delvaux à la présentation du 5/7, des grandes éditions, de la revue de presse et des autres magazines d'informations de la rédaction. Il présente les grands journaux de 13 h et 19 h du vendredi soir au dimanche soir.
Le 12 juillet 2020, à 13 h puis à 19 h il présente à l'antenne ses deux derniers journaux avant de partir en vacances puis de prendre sa retraite.